# Caravana de la Muerte (Chile)
La caravana de la muerte fue una operación militar dirigida por el General Arellano Stark, se ejecutó durante septiembre y octubre de 1973 en el cual murieron al menos 93 personas, algunas sin militancia política y militantes del MIR. Estos actos no salieron a la luz hasta el fin de la dictadura, cuando se empezaron a hacer investigaciones sobre violaciones a los derechos humanos con la comisión Rettig y recopilación de testimonios de familiares de víctimas y militares. El libro más conocido sobre el tema se llama "Los zarpazos del puma" escrito por Patricia Verdugo, lanzado el 1991, el cual saca a la luz muchos de los crímenes cometidos por la caravana, los cuales habían tratado de ser encubiertos, en varias localidades se encontraron cuerpos que fueron enterrados en fosas comunes para no ser descubiertos.

## Historia

### Orígenes
Días después del golpe militar (11 de septiembre de 1973), Augusto Pinochet señaló que «no habrá piedad con los extremistas». Por ello, al recibir noticias sobre el trato moderado que algunos comandantes de guarnición de provincia daban a exdirigentes de la Unidad Popular, decidió aleccionar a estos mandos «blandos» enviando a un oficial delegado que lo representaría y actuaría en su nombre. Para tal efecto, fue designado el general Sergio Arellano Stark, quien portaba un documento-pasaporte donde figuraba como «Oficial Delegado del Comandante en jefe del Ejército y Presidente de la Junta de Gobierno» para «acelerar procesos y uniformar criterios en la administración de justicia» a los prisioneros.

### Integrantes de la comitiva
Arellano dio órdenes de preparar la logística de la operación al teniente Juan Viterbo Chiminelli Fullerton.
El grupo de oficiales de Ejército que finalmente realizaron el viaje incluía a los siguientes miembros (en orden de jerarquía militar):
- General de brigada Sergio Arellano Stark, jefe del grupo, delegado de Augusto Pinochet Ugarte.
- Teniente coronel Sergio Arredondo González (más tarde director de la Escuela de Infantería).
- Mayor Pedro Espinoza Bravo, un oficial de Inteligencia del Ejército (más tarde jefe de operaciones de la policía secreta DINA e involucrado en casos emblemáticos como el asesinato de Orlando Letelier y culpado como autor del asesinato del periodista estadounidense Charles Horman, testigo de la participación norteamericana en el golpe).
- Mayor Carlos López Tapia, segundo jefe de la misión del helicóptero Puma en sus cometidos de Linares y Cauquenes, por lo que fue acusado de participar en la muerte de disidentes.[3][a]
- Capitán Marcelo Moren Brito[5] (después comandante del campo de torturas Villa Grimaldi).
- Capitán Antonio Palomo Contreras,[6] piloto del helicóptero Puma en su viaje al sur.
- Capitán Emilio Robert de la Mahotiere González,[7] copiloto del helicóptero en viaje al sur y piloto en viaje al norte.
- Capitán Luis Felipe Polanco Gallardo, copiloto del anterior en el viaje al norte.
- Teniente Juan Viterbo Chiminelli Fullerton, coordinación y logística en la misión.
- Teniente Armando Fernández Larios, guardaespaldas de Arellano y perpetrador de varios asesinatos (más tarde un agente de la DINA e involucrado en el asesinato de Orlando Letelier).

Además de estos diez miembros, fueron incluidos dos «clases» de la Escuela de Infantería del Ejército.

### Recorrido
El grupo partió desde el aeródromo Tobalaba el 30 de septiembre de 1973, a bordo de un helicóptero Puma del Ejército. El recorrido inicial incluyó ciudades del centro y sur de Chile: Rancagua, Curicó, Talca, Linares, Concepción, Temuco, Valdivia, Puerto Montt y Cauquenes. A su paso dejó 26 personas muertas. El regreso de la caravana a Santiago fue el 6 de octubre.
En el norte de Chile la misión partió el 16 de octubre de 1973, recorriendo las ciudades de La Serena, Copiapó, Antofagasta, Calama, Iquique, Pisagua y Arica. El saldo de muertos fue de 71 personas. El regreso definitivo a Santiago tuvo lugar el 22 de octubre de ese año.

### Asesinatos

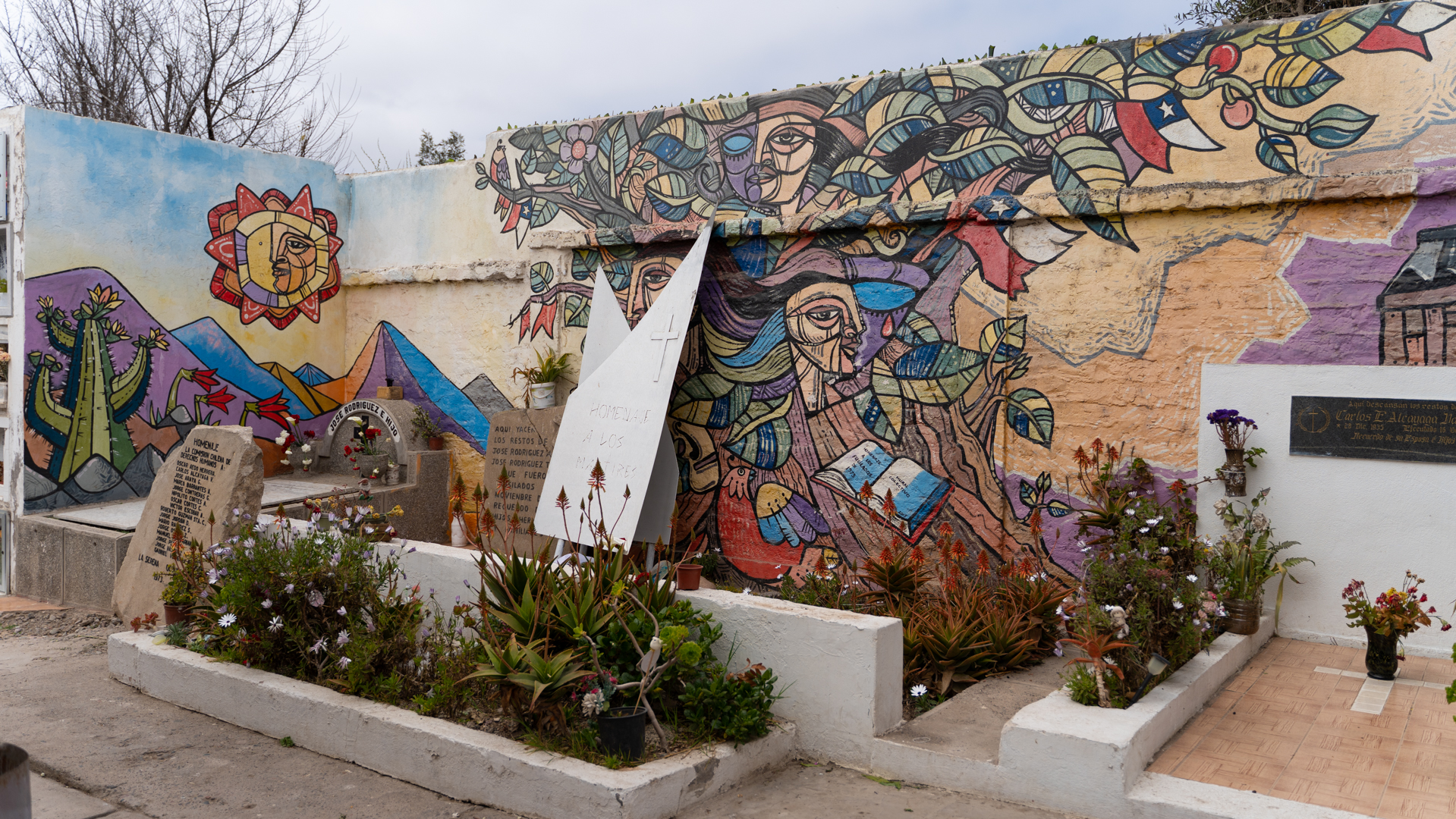
Monolitos memoriales en el cementerio de La Serena que recuerdan a los 15 fusilados por la Caravana de la Muerte en su paso por la Región de Coquimbo.

Los militares ejecutaron a prisioneros políticos con especial brutalidad. En varias ocasiones los hirieron con corvos antes de fusilarlos. Posteriormente las víctimas eran enterradas en tumbas sin inscripción.
Años más tarde, cuando se preguntó al exgeneral Joaquín Lagos Osorio —comandante de la Primera División del Ejército y jefe de zona en estado de sitio en Antofagasta— por qué no se habían entregado los cuerpos de los ejecutados a sus familias, Lagos explicó que le avergonzaba que se descubriera la manera en como los oficiales asesinaron a los catorce prisioneros de Antofagasta.

Me daba vergüenza verlos. Si estaban hechos pedazos. De manera que yo quería armarlos, por lo menos dejarlos en una forma humana. Sí, les sacaban los ojos con cuchillos, les quebraban las mandíbulas, les quebraban las piernas... Al final les daban el golpe de gracia. Se ensañaron. [...] Se los mataba de modo que murieran lentamente. O sea, a veces los fusilaban por partes. Primero, las piernas; después, los órganos sexuales; después, el corazón. En ese orden disparaban las ametralladoras.
Joaquín Lagos. 

## Caso judicial
En el año 1998, el juez español Baltasar Garzón, basándose en las querellas presentadas por Victoria Saavedra y las Mujeres de Calama, entre otras, dentro del caso Caravana de la Muerte investigado por el juez chileno Juan Guzmán Tapia, ordenó la detención de Augusto Pinochet en Londres, bajo los cargos de secuestro y homicidio calificado.
En junio de 1999, el juez Guzmán ordenó la detención y procesamiento de cinco oficiales militares retirados —el general Sergio Arellano Stark, el brigadier Pedro Espinoza, los coroneles Marcelo Morén Brito y Sergio Arredondo, y el capitán Patricio Díaz Araneda— por el delito de secuestro calificado de 19 personas en el marco de la Caravana de la Muerte. El procesamiento fue confirmado un mes después por la Corte Suprema de Chile, que en un histórico fallo acogió la interpretación del secuestro como un delito permanente e imprescriptible, y por lo tanto no sujeto a la ley de amnistía de 1978 mientras no aparezcan los restos de los desaparecidos.
En marzo de 2006, el juez Víctor Montiglio ordenó el arresto de trece exoficiales del Ejército por su participación en los asesinatos bajo cargos de homicidio. El 17 de julio de 2006, la Corte Suprema de Chile despojó de su fuero como expresidente a Pinochet por su implicación en el caso, revirtiendo una resolución anterior. Finalmente, el 28 de noviembre de 2006, el juez Víctor Montiglio procesó a Augusto Pinochet por el caso y ordenó su arresto domiciliario.
En noviembre de 2018, el juez Mario Carroza acreditó que el excomandante en jefe del Ejército Juan Emilio Cheyre fue encubridor de quince homicidios perpetrados por la comitiva liderada por Arellano Stark en su paso la ciudad de La Serena. Cheyre fue condenado a tres años y un día de libertad vigilada en calidad de encubridor.